# Флавій Валентиніан Галат
Флавій Валентиніан Галат (*Flavius Valentinianus Galates, 18 січня 366–370/373) — син римського імператора Валента.

## Життєпис
Походив з династії Валентиніана. Син імператора Валента і Альбії Домініки. Народився 366 року, ймовірно, в Галаті. Отримав титул nobilissimus puer (найзнатніша дитина). Для його виховання запросили ритора Фемістія.
369 року батько надав Валентиніану Галату консульство. Планувалося невдовзі надати йому титул цезаря. Втім за різними відомостями 370, 372 або 373 року Валентиніан помер у Цезареії (Каппадокія), за іншою версією — в Антіохії.